# Avia BH-9
L'Avia BH-9 est un avion de sport tchécoslovaque de l'entre-deux-guerres. Évolution des monoplans Avia BH-1 et BH-5, il a donné à son tour naissance à plusieurs dérivés dont certains feront adoptés par les forces armées.

## Avia BH-9
Dans la lignée des BH-1 et BH-5 ce monoplan à aile basse contreventée disposait de deux postes ouverts en tandem pour un pilote et un passager. La structure était renforcée par rapport au BH-5 pour permettre l’utilisation de moteurs plus puissants. Le prototype prit l’air en 1923.

### Avia B.9
10 exemplaires furent livrés à l’armée tchécoslovaque comme avions de liaison et d'entraînement. Un exemplaire fut utilisé entre 1924 et 1928 par le Laboratoire d'études aérodynamiques tchèque (VZLÚ) pour étudier les problèmes d’écoulement laminaire, un autre remporta la Coupe d’Italie en 1925. Au cours de l’été 1926 le Lt Dzhira effectua un circuit Prague-Paris-Prague (1 800 km) à la moyenne de 131,2 km/h sur le B.9.11 [L-BONG].

## Avia BH-10
Monoplace de voltige directement dérivé du BH-9, bien que sensiblement plus petit, l’envergure étant réduite de 90 cm et la surface de 3,8 m2.

### Avia B.10
20 exemplaires livrés à l’armée tchécoslovaque pour l'entraînement.	

## Avia BH-11
Évolution du BH-10, dont il ne se distinguait que par une modification de l’avant du fuselage. Un prototype prit l’air fin 1923.

### Avia B.11
15 exemplaires achetés par l’armée tchécoslovaque pour l'entraînement et les missions de liaison.

### Avia BH-11B Antelope
Nouvelle version civile apparue en 1930 avec un Walter Vega de 85 ch et produite en petite série.

### Avia BH-11C
Similaire au BH-11 avec une envergure allongée de 1,4 m.   

## Avia BH-12
Dernière évolution du BH-9, la voilure étant modifiée pour pouvoir pivoter autour de son longeron avant de se replier à plat le long du fuselage pour faciliter le transport de l’appareil par route, en remorque derrière un véhicule automobile.   